# Aristarco de Samotracia
Aristarco de Samotracia (en griego Ἀρίσταρχος; isla griega de Samotracia, c. c. 217 - Chipre, c. 145 a. C.) fue un gramático y miembro de la escuela filológica alejandrina.

## Biografía
Se convirtió en ciudadano alejandrino, y en la ciudad egipcia vivió durante el reinado de Tolomeo VI Filométor. Sucedió a su maestro Aristófanes de Bizancio como director de la Biblioteca de Alejandría. Fue tutor de los infantes de la familia real, pero tras asesinar su discípulo Tolomeo VIII Evergetes a Tolomeo VII tuvo que huir a Chipre, donde murió poco después. Según Suidas, tenía un carácter desabrido y una apariencia descuidada; sólo había un poeta entre sus cuarenta alumnos, Mosco de Siracusa. Todos estos filólogos tuvieron que huir también ante la persecución desatada por Tolomeo VIII. Según la tradición, Aristarco se dejó morir de hambre en Chipre, a causa de padecer un edema incurable. Su nombre llegó a hacerse proverbial como antonomasia del crítico severo.

## Obra
Se debe a Aristarco la primera edición crítica históricamente relevante de los poemas homéricos, continuando en esta labor los trabajos de sus predecesores Zenódoto de Éfeso y Aristófanes de Bizancio; quiso restablecer un texto original sin adiciones helenísticas. Para ello creó el primer conjunto filológico de signos (aparato crítico) para señalar las lecturas dudosas y las interpolaciones: el óbelo (†) para señalar los versos considerados como de lectura dudosa, corrupta o poco fiable; la antilambda (>), para señalar una nota crítica que expresa un desacuerdo con Zenódoto; la antisigma para señalar un verso desplazado, y el asterisco (*) para señalar repeticiones ociosas. También elaboró los primeros comentarios continuos de los mismos, abandonando el carácter suelto y puntual de los escoliastas anteriores que había prevalecido hasta entonces. Compuso además monografías sueltas, algunas sobre Hesíodo; la Suda dice que fueron ochocientos estos opúsculos. Por otra parte estableció el llamado Canon alejandrino, una serie de autores que pueden considerarse puros y clásicos en el uso de la lengua griega y que por tanto son dignos de estudio y enseñanza.
Su escuela crítica conservó influencia hasta época romana gracias al predicamento que le dieron sus dispersos discípulos. En 1781 se redescubrió una edición bizantina de la Iliada en la Biblioteca de San Marcos de Venecia que llevaba al margen los escolios de cuatro discípulos suyos: Signos críticos de Aristónico, notas Sobre la recensión de Aristarco de Dídimo, y extractos de la Prosodia iliádica de Herodiano y del Tratado sobre la puntuación homérica de Nicanor. Esta edición, la Venetus Græcus 822, más comúnmente designada bajo el nombre de Venetus A, permite reconstituir la aportación de Aristarco al estudio de los textos homéricos y relanzar la llamada cuestión homérica.